# Tayloria isleana
Tayloria isleana är en bladmossart som beskrevs av Brotherus 1903. Tayloria isleana ingår i släktet trumpetmossor, och familjen Splachnaceae. Inga underarter finns listade i Catalogue of Life.